# Сустерберг

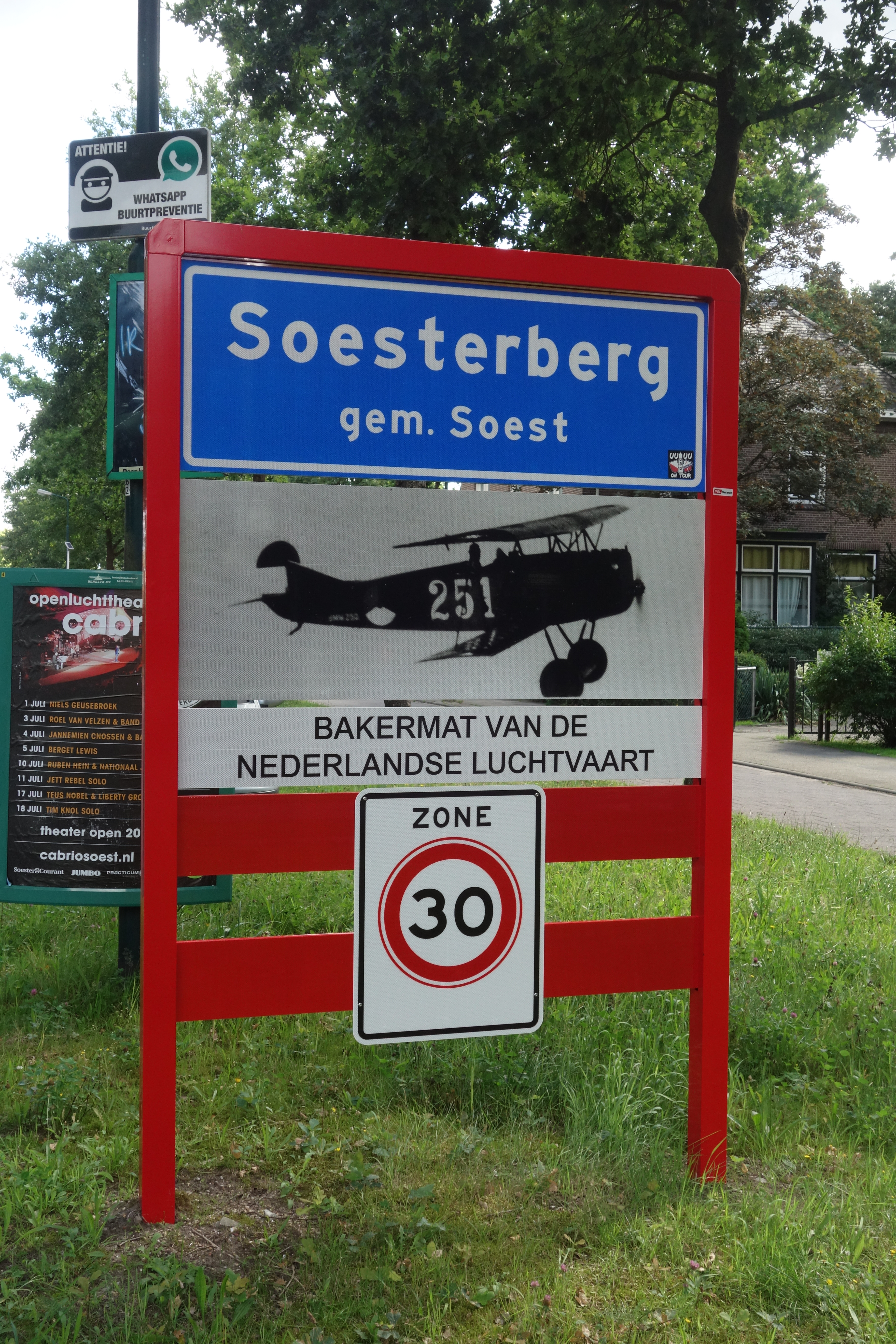
Сустерберг

Сустерберг — город в Нидерландах в Провинции Утрехт. Является частью общины Суст и лежит примерно в 5 км к северо-востоку от Зейста, по дороге между Амерсфортом и Утрехтом.
В 2001 году население Сустерберга составляло 5798 человек. Площадь застройки населённого пункта составляла 1,31 км² и там проживало 2503 жителей.

## Авиабаза Сустерберг
В 1910 году поля к северу от населённого пункта использовались в качестве аэродрома. В период с 1954 по 1994 года там располагалась НАТОвская авиабаза для воздушных войск США и в Сустерберге проживал ряд американских семей. Размещённое там 32-е войсковое подразделение было единственной военной единицей США, когда-либо находившейся под прямым оперативным управлением иностранного государства (контроль над ней принадлежал военным Нидерландов).
Королевские военно-воздушные силы Нидерландов были образованы в 1913 году.
Авиабаза Сустерберг теперь является местом базирования вертолётного подразделения ВВС Нидерландов и предполагается закрытие базы, когда начнётся сокращение численности войск Нидерландов.
Находящаяся поблизости база Kamp Zeist является музеем авиабазы, а также местом вынесения вердикта ливийским агентам, которые взорвали Boeing 747 над Локерби 21 декабря 1988 года.

## Другие известные объекты
В Сустерберге расположен один из офисов Нидерландской организации прикладных исследований в сфере естественных наук (Nederlandse Organisatie voor Toegepast Natuurwetenschappelijk Onderzoek, TNO).
Рядом с городом находится Национальный военный музей Нидерландов.